# جامعة محمد علي
جامعة محمد علي باشا الكبير، هو الاسم القديم لجامعة أسيوط.
في سنة 1937 طالب نواب الصعيد، في دور الانعقاد الثاني للبرلمان المصري، بضرورة تأسيس جامعة لأبناء الصعيد، ثم أحال مجلس النواب سنة 1939 اقتراحًا مقدمًا من أحد النواب بإنشاء جامعة في مدينة أسيوط إلى لجنة المعارف، فنظرته بجلستيها المنعقدتين، في 23 و31 مايو 1939، ثم رأت حفظ الاقتراح.
غير أن نواب الصعيد لم يتوقفوا عن المطالبة بضرورة تأسيس جامعة بالصعيد، وتوالت مطالباتهم، إلا أن وزارة المعارف آنذاك رأت أن تأسيس الجامعة مرهون بوجود أعضاء هئية التدريس وميزانية تخصص لذلك، وهو ما كان غير متاح آنذاك. إلى أن جاء عام 1948، وفي تقرير لجنة الشئون المالية عن مشروع ميزانية جامعة فؤاد الأول للسنة المالية 1948ـ 1949، وقع اختيار جامعة فؤاد الأول على مبنى مدرسة أسيوط الثانوية للبنين لتكون مقر لفرع الجامعة المقترحة.
وفي سنة 1949 تقدمت لجنة الاحتفالات القومية بوزارة المعارف باقتراح لإنشاء جامعة بمديرية أسيوط بمناسبه الذكرى المئوية لوفاة محمد علي باشا يطلق عليها اسم «جامعة محمد علي»، وأقر مجلس الوزراء المشروع على أن تضم الجامعة كليات الآداب والتجارة والحقوق والزراعة والطب والعلوم والهندسة، وصدر بذلك المرسوم الملكي حينئذٍ بقانون رقم 156 لسنة 1949. وقد وضع حجر الأساس للجامعة بحضور الأمير محمد محمد عبد المنعم بموقعها الحالى في عام 1949 بمناسبة الذكرى السنوية لوفاة محمد علي باشا.
صدر قرار بتأسيس جامعة إبراهيم باشا الكبير بالقاهرة (جامعة عين شمس فيما بعد) وجامعة محمد علي باشا الكبير سنة 1950. ولكن مشروع الجامعة تعثر حتى سنة 1955، وهو العام الذي بُعثت فيه الفكرة من جديد، لتبدأ الدراسة بالجامعة رسميًا تحت رئاسة الدكتور سليمان حزين وتحت اسم جامعة أسيوط سنة 1957 بكليتين هما كلية العلوم وكلية الهندسة، ثم استكملت الجامعة كلياتها بالتدريج. وقد قامت جامعة القاهرة بإعداد الكثير من أعضاء هيئة التدريس بجامعة أسيوط، وقام أعضاء هيئة التدريس بجامعة القاهرة بالتدريس في جامعة اسيوط حتى استكملت بنيانها واكتفت بذاتها.